# Слісенко Василь Іванович
Слісенко Василь Іванович (23 червня 1951 р., м. Тбілісі, Грузія) — фізик, спеціаліст в галузі ядерних реакторів та нейтронної фізики. Доктор фізико-математичних наук (1991), директор Інституту ядерних досліджень НАН України Національної академії наук України (2015—т. ч.), академік НАН України (2021), В.о. академіка-секретаря Відділення ядерної фізики та енергетики НАН України, лауреат премії О.І. Лейпунського НАН України (2011).  
Наукові дослідження в галузі ядерної енергетики та нейтронної фізики. Отримав фундаментальні результати з нейтронної спектроскопії конденсованого стану речовини, започаткував новий напрям досліджень — нейтронна спектроскопія низькоенергетичних збуджень конденсованого стану речовини. Під його керівництвом і за безпосередньої участі було виконано роботи зі створення та введення в дію сучасних ядерних систем і технологій, важливих для безпечної експлуатації дослідницького ядерного реактора ВВР-М; дослідження щодо оптимізації компонування активної зони реактора і здійснення його конверсії на низькозбагачене ядерне паливо в рамках «Глобальної ініціативи зі зниження ядерної загрози»; комплекс робіт з визначення і аналізу критеріїв безпечної експлуатації ядерних реакторів АЕС України та можливості подовження терміну їхньої експлуатації; проводиться діяльність зі зміцнення міжнародних контактів і партнерських зв’язків з підприємствами і державними установами для вирішення актуальних, суспільно значущих проблем у галузях ядерної медицини, експортного контролю, ядерної криміналістики, застосування ядерних технологій тощо. 
Головний редактор журналу "Ядерна фізика та енергетика".

## Вибрані праці
- Дослідження взаємодії нейтронів із речовиною при високих нейтронних потоках // Ядерна фізика та енергетика. 2017. Т. 18, № 2
- Самодифузія молекул води після контакту з кремнійвмісними сполуками // Ядерна фізика та енергетика. 2018. Т. 19, № 2;
- Symmetric Laue diffraction of spherical neutron waves in absorbing crystals // Український фізичний журнал. 2018. Т. 63, № 2;
- Нейтронні дослідження процесів самодифузії молекул у системі важка вода — гліцерин залежно від температури і концентрації // Доп. НАНУ. 2018. № 8;
- Self-diffusion of molecules in water-ethanol solutions of low concentration. Neutron data // Доп. НАНУ. 2019. № 8;
- Дослідження заселення 7Be в реакціях на ядрах берилію і бору з гальмівними γ квантами в широкому діапазоні величин енергії // Ядерна фізика та енергетика. 2020. Т. 21, № 4;
- Determination of the long-lived 10Be in construction materials of nuclear power plants using photoactivation method // J. of Environmental Radioactivity. 2021. Vol. 227;
- Визначення активності 63Ni в конструкційних матеріалах АЕС // Ядерна фізика та енергетика. 2022. Т. 23, № 3;
- Determination of 59Ni and 55Fe contents in NPP structural elements // Ukrainian J. of Physics. 2023. Vol. 67(10) (усі — співавт.).